# Wenn die Maske fällt
Wenn die Maske fällt ist ein deutsches Stummfilmdrama in drei Akten von Urban Gad aus dem Jahr 1912. Es zählt zu den fragmentarisch erhaltenen Filmen des Regisseurs.

## Handlung
Bankdirektor Hardner ist ein gerissener Geschäftsmann, der seine Skrupellosigkeit hinter einer Maske der Freundlichkeit verbirgt. So bringt er die Generalin von Warden und ihren Sohn Willi dazu, ihr gesamtes Vermögen in den Kauf einer Zementfabrik zu stecken.
Auf einem Maskenfest Hardners trifft Willi auf die Schauspielerin Sanna, die in einer Beziehung zu Hardner stehen soll. Willi ist von der herzensguten Frau fasziniert. Ihr Gespräch wird vom eifersüchtigen Hardner abrupt unterbrochen und es kommt zum Streit zwischen Sanna und Hardner. Einige Tage später trennt sich Sanna von Hardner und sie und Willi werden ein Paar. Hardner wiederum beschließt, Willi zu vernichten. Er besticht Wardens Buchhalter und der fälscht Willis Bücher, sodass es aussieht, als sei Willi bankrott. Daraufhin wird ihm die Aufnahme seiner Firma in den Zementring verweigert, was Willis Ruin bedeutet. Hardner wiederum kündigt ihm den Kredit. Willi und seine Mutter sind ruiniert und Hardner versteckt die gefälschten Papiere in seinem Schreibtisch.
Hardner schreibt Sanna, dass er Willi zugrunde gerichtet habe, er dies jedoch ebensoschnell wieder rückgängig machen kann, wenn sie mit ihm einen Abend verbringt. Sanna begibt sich zu Hardner, bleibt den Abend über jedoch teilnahmslos. Über Hardners Sekretär Barmer erfährt sie von den gefälschten Papieren im Schreibtisch und nimmt sie an sich. Als Hardner dies bemerkt, stürzt er sich auf sie, doch können sie und die Papiere vom herbeigerufenen Willi gerettet werden. Die  Zukunft der Familie Warden ist gerettet.

## Produktion
Wenn die Maske fällt wurde im Sommer 1912 innerhalb einer Woche im Bioscop-Atelier in Neubabelsberg gedreht. Am 30. August 1912 belegte die Zensur den Film mit einem Jugendverbot. Wenn die Maske fällt wurde am 1. November 1912 in Berlin uraufgeführt. Nach Der Totentanz und Die Kinder des Generals war es der dritte Film der Asta Nielsen/Urban Gad-Serie 1912/13. Es hat sich eine 662 Meter lange Kopie des ursprünglich 963 Meter langen Films in der Cinemateca Romana in Bukarest erhalten.
Es war das erste Mal, dass Nielsen in einem Film in einer Hosenrolle auftrat. Während des Maskenballs erscheint „Sanna“ als männlicher Jäger. Weitere Hosenrollen übernahm Nielsen zum Beispiel in Jugend und Tollheit (1913), Zapatas Bande (1914), Das Liebes-ABC (1916) und Hamlet (1921).

## Kritik
Die Kritik lobte Nielsens Darstellung. „Die fast unbegrenzte Wandlungsfähig- und Allseitigkeit der mimischen Kunst dieser Schauspielerin kommen in diesen beiden Films [Die Kinder des Generals, Wenn die Maske fällt] gut zur Geltung. Ich muß anerkennen, daß die einzelnen Szenen lebenswahr und lebenswarm gespielt wurden und daß gerade diese beiden Films die Nielsen im Licht ihrer großen Kunst zeigen.“
„Frau Asta Nielsen […] hält mit Leichtigkeit die Aufmerksamkeit auf ihrer schlanken und eigentümlichen Person fest. Auch ihre Mitspielenden liefern gute Kunst“, schrieb die dänische Politiken.